# بادخورک اقیانوس آرام
بادخورک اقیانوس آرام (نام علمی: Apus pacificus) نام یک گونه از سرده بادخورک‌ها است.